# Pontinvrea

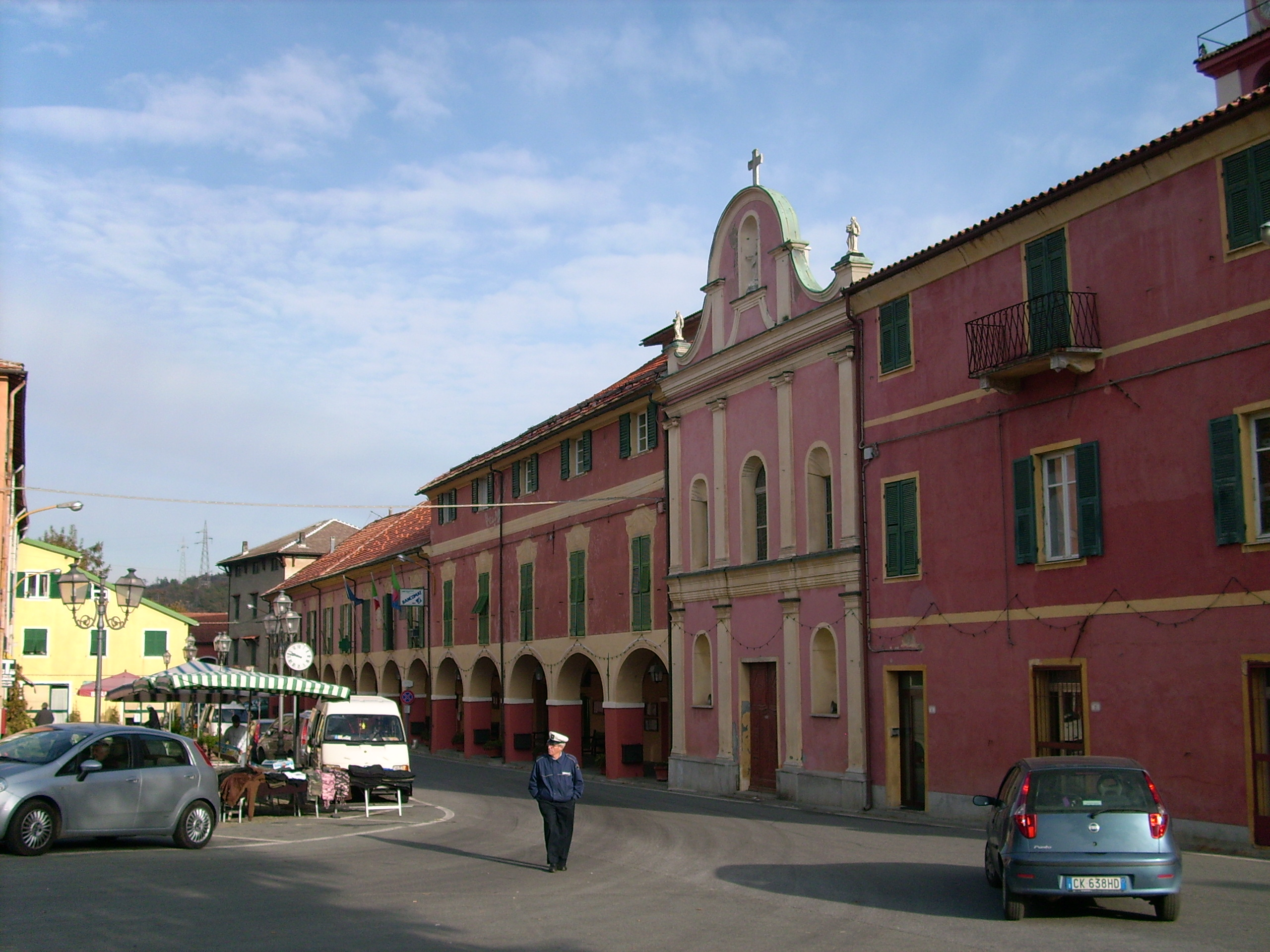
Pontinvrea, Liguria, Italia.

Pontinvrea là một đô thị ở tỉnh Savona ở vùng Liguria của Ý, có khoảng cách khoảng 40 km về phía tây của Genoa và khoảng 15 km về phía tây bắc của Savona.
Đô thị Pontinvrea có các frazioni (các đơn vị cấp dưới, chủ yếu là các làng) Giovo Ligure and Ferriera.
Pontinvrea giáp các đô thị: Albisola Superiore, Cairo Montenotte, Giusvalla, Mioglia, Sassello, và Stella.